# Peter Hilse
Peter Hilse (Friburg, Baden-Württemberg, 8 de maig de 1962) és un ciclista alemany, ja retirat, que fou professional entre 1985 i 1992. Va competir amb els equips Teka i Seur i els seus principals èxits esportius foren una etapa de la Volta a Espanya de 1989 i el Campionat nacional en ruta de 1987.

## Palmarès
- 1983
  - 1r a la Rund um Düren
- 1986
  - 1r a la Clàssica d'Ordizia
  - 1r a la Barcelona-Andorra
  - Vencedor de 2 etapes de la Volta a Andalusia
- 1987
  -  Campió d'Alemanya en ruta
  - 1r a la Pujada al Naranco
  - Vencedor d'una etapa de la Setmana Catalana
- 1989
  - Vencedor d'una etapa de la Volta a Espanya
  - 1r a la Pujada al Naranco
  - 1r al Gran Premi Diputación de Toledo
- 1990
  - 1r a la Volta a Cantàbria
  - Vencedor d'una etapa de la Volta a Burgos
- 1991
  - Vencedor d'una etapa de la Volta a Andalusia

### Resultats al Tour de França
- 1987. 106è de la classificació general

### Resultats a la Volta a Espanya
- 1986. Abandona (12a etapa)
- 1987. Fora de control (7a etapa)
- 1988. 46è de la classificació general
- 1989. 39è de la classificació general. Vencedor d'una etapa
- 1990. 66è de la classificació general
- 1991. 81è de la classificació general

### Resultats al Giro d'Itàlia
- 1992. Fora de control (5a etapa)